# Gare de Romedenne-Surice
La gare de Romedenne-Surice est une ancienne gare ferroviaire belge de la ligne 138A, de Florennes à Givet (F) située à proximité de Romedenne, section de la commune de Philippeville, en région wallonne dans la province de Namur.
Elle est mise en service en 1862 par la Compagnie de l'Est belge et ferme dans les années 1960. Le bâtiment d'après-guerre sert d'habitation.

## Situation ferroviaire
La gare de Romedenne-Surice, établie à 162 m d'altitude, se trouvait au point kilométrique (PK) 15,9 de la ligne 138A, de Florennes-Central à Givet (France) entre la gare de Merlemont et le point d'arrêt de Gimnée.

## Histoire
La Compagnie de l'Est belge reçoit en 1860 la concession pour construire un chemin de fer vers Florennes et Givet, prolongeant la ligne de Morialmé à Châtelineau. La ligne est livrée à l'exploitation le 23 juin 1862 et comprend une gare desservant l'ancienne commune de Romedenne-Surice.
Station de 4e classe en 1867, elle est notée comme 6e classe en 1873 avant d'être rétrogradée au rang de halte, a minima entre 1877 et 1885, année où elle redevient une station de 4e classe. Au moment où les Chemins de fer de l'État belge reprennent l'exploitant privé de la ligne le 1er janvier 1898, c'est à nouveau une halte, administrée depuis la gare de Doische. L'État belge lui accorde à nouveau le statut de station à la fin de l'année. Elle recevra le code télégraphique RLM.
Le trafic entre Doische et Givet n'est pas réinstauré après la guerre et cette section est démantelée en 1948. Romedenne-Surice reste desservi par des trains de voyageurs entre Florennes-Central et Doische jusqu'à leur remplacement par des autobus en octobre 1954. Des trains de marchandises continuent à fréquenter la ligne jusque dans les années 1960. Malgré une réhabilitation menée dans les années 70 dans l'optique de desservir un client à Doische, le terminus de la ligne reste la gare de Merlemont jusqu'en 1984. Les rails, qui n'avaient plus vu passer le moindre train, sont arrachés par la suite.

## Patrimoine ferroviaire
Le bâtiment des voyageurs actuel est une construction sans étage de style moderniste érigée en remplacement du premier bâtiment détruit au cours de la Seconde Guerre mondiale. Ce dernier, construit par l'Est belge, était identique à ceux des gares de Gerpinnes, Florennes-Est, Villers-le-Gambon et Merlemont, lesquels ont tous les quatre été revendus après leur abandon par la SNCB.